# Гуайтекас (архіпелаг)
Гуайтекас (ісп. Archipielago de Guaitecas) — малонаселений архіпелаг в акваторії Тихого океану, в регіоні Айсен Республіки Чилі. Складається з 8 великих (головних) островів та багатьох менших. Площа архіпелагу — 621 км². Населення архіпелагу на 2017 рік становить 1843 особи і сконцентроване на острові Ассенсьйон. У межах архіпелагу існує однойменна комуна з центром у селищі Мелінка.

## Географія
Архіпелаг розташований в акваторії Тихого океану поблизу узбережжя Південної Америки. На півночі від архіпелагу Чилое його відділяють протока Гуафо та затока Корковадо, на сході від узбережжя Південної Америки — протока Мораледа, на півдні від архіпелагу Чонос — протока Туамапу. На заході омивається водами Тихого океану.
Архіпелаг Гуайтекас складається з восьми головних — Гран-Гуайтека, Вознесіння, Клотильди, Ассенсьйон, Леукаєк, Ельвіра, Мульчі, Бетекой — та безлічі малих островів. Загальна площа архіпелагу — 621 км².

### Клімат
Клімат архіпелагу помірний морський. Середня річна температура коливається в різні роки між 7 і 9 °C, середня річна кількість опадів — 3173 мм. У вересні — грудні щороку припливи та шторми приносять на береги пісок і гравій.
| Кліматограма архіпелагу Гуайтекас                                                               | Кліматограма архіпелагу Гуайтекас | Кліматограма архіпелагу Гуайтекас | Кліматограма архіпелагу Гуайтекас | Кліматограма архіпелагу Гуайтекас | Кліматограма архіпелагу Гуайтекас | Кліматограма архіпелагу Гуайтекас | Кліматограма архіпелагу Гуайтекас | Кліматограма архіпелагу Гуайтекас | Кліматограма архіпелагу Гуайтекас | Кліматограма архіпелагу Гуайтекас | Кліматограма архіпелагу Гуайтекас |
| ----------------------------------------------------------------------------------------------- | --------------------------------- | --------------------------------- | --------------------------------- | --------------------------------- | --------------------------------- | --------------------------------- | --------------------------------- | --------------------------------- | --------------------------------- | --------------------------------- | --------------------------------- |
| С                                                                                               | Л                                 | Б                                 | К                                 | Т                                 | Ч                                 | Л                                 | С                                 | В                                 | Ж                                 | Л                                 | Г                                 |
| 119 12 7                                                                                        | 117 12 8                          | 91 11 7                           | 153 8 5                           | 229 7 3                           | 280 6 2                           | 207 4 1                           | 272 6 4                           | 162 6 3                           | 132 9 4                           | 108 11 4                          | 131 11 7                          |
| Середня макс. і мін. температури повітря (°C) Атмосферні опади (мм), за рік : 2001 мм. Джерело: |                                   |                                   |                                   |                                   |                                   |                                   |                                   |                                   |                                   |                                   |                                   |

### Геологія
В основі архіпелагу на північному заході лежать метаморфічні гірські породи (філіт, флінт, зелені сланці), на південному сході — граніт та брекчія.
На архіпелазі є сліди від ерозій, утворених внаслідок льодовиків, що покривали архіпелаг кілька разів протягом останніх 2 млн років. Між островами архіпелагу також внаслідок льодовиків сформувалися фіорди. Морени на архіпелазі переважно під водою.
Як показують дослідження, в епоху голоцену була тенденція підняття архіпелагу (0,57-5,42 м/тис. років).
У 1575, 1737, 1837, 1960 та 2016 роках архіпелаг постраждав від землетрусів. Великий чилійський землетрус 1960 року спричинив деяке просідання архіпелагу.

### Адміністративний поділ

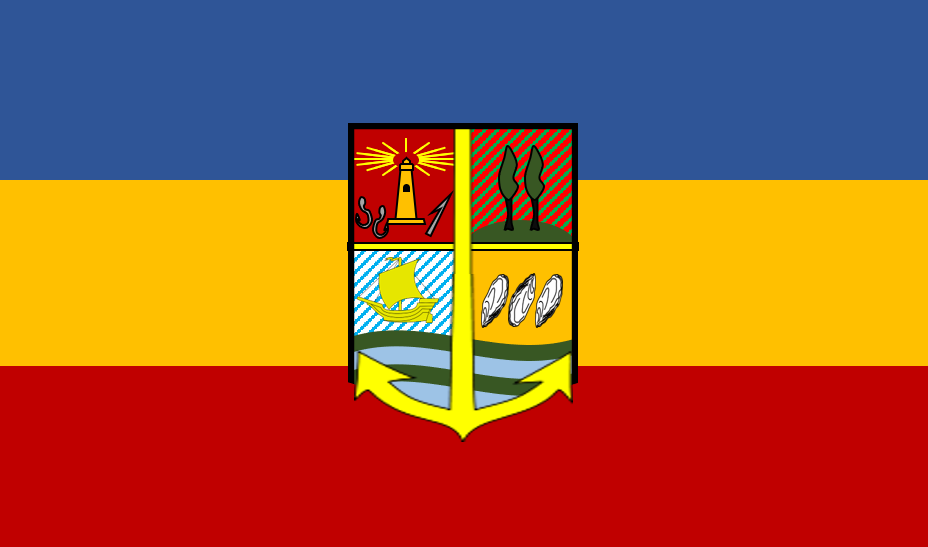
Прапор комуни Гуайтекас

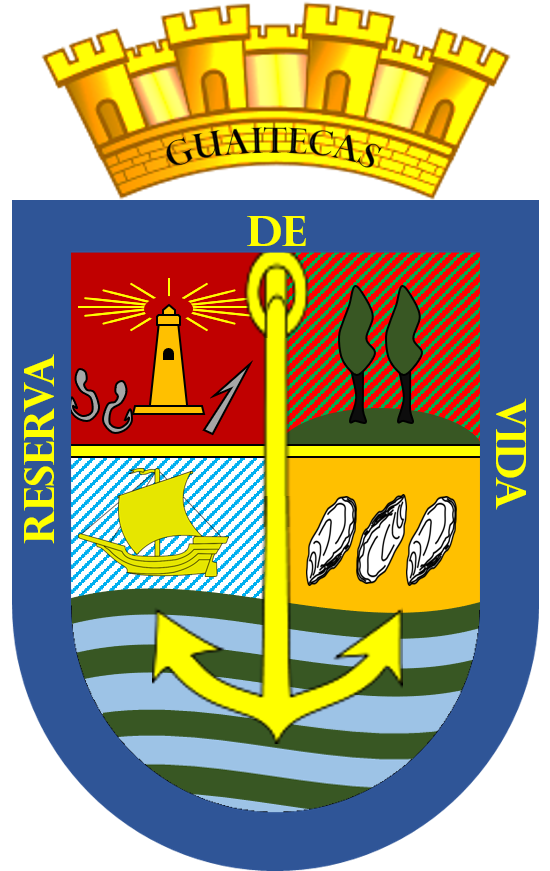
Герб комуни Гуайтекас

Усі острови архіпелагу входять до складу комуни Гуайтекас провінції Айсен XI Регіону Айсен. Адміністративний центр комуни — селище Мелінка.

## Флора і фауна
Острови архіпелагу вкриті Bosque Siempreverde con Turberas de los Chonos (буквально Вічнозелений ліс Чоноса з болотами). Поширеними рослинами на архіпелазі є пільгеродендрон, Nothofagus nitida, Metrosideros stipularis, тінео.
У водах навколо архіпелагу поширені такі види як Lagenorhynchus australis, Cephalorhynchus eutropia, афаліна, горбатий кит, малий смугач, косатка. Затока Корковадо біля архіпелагу є одним із провідних місць у південній півкулі для вигодовування китів. Це робить весь архіпелаг одним із найкращих місць для спостереження за китами.

## Історія

### Доіспанський період
Згідно з результатами радіовуглецевого аналізу смітникового насипу, людина поселилася на архіпелазі Гуайтекас щонайпізніше 5100 років до нашої ери.
До приходу іспанців на архіпелаг жителями архіпелагу були представники народу чоно. Вони були мисливцями-збирачами. На островах знайдено багато печер, які використовувалися чоно як кладовища; тіла в печерах були муміфіковані при похованні.
Як зазначали іспанські колоністи, архіпелаг був південною межею поширення сільського господарства в регіоні.

### Колоніальний період
У 1567 році іспанські колоністи оселилися на архіпелазі Чилое на північ від Гуайтекаса. Їхній інтерес до архіпелагу виник на основі міфічних розповідей про «Місто царів», яке нібито існує десь на сході Південної Америки.
1662 року єзуїтський місіонер Ніколас Маскарді відвідав архіпелаг Гуайтекас та побудував першу церкву. Згодом архіпелаг відвідали експедиції Бартоломе Ґальярдо (1674—1675) та Антоніо де Веа (1675—1676). Після цього інтерес іспанців до об'єкту згас.
Єзуїтський місіонер Матео Естебан, що відвідав архіпелаг у XVII столітті, оцінив населення у 170 осіб. У 1712 році, після придушення повстання вільїче, частина племені оселилася на архіпелазі, щоб переховуватись від іспанської влади.
Для захисту Чилі від морських піратів іспанці захопили архіпелаг Гуайтекас. Згодом на захопленому архіпелазі розпочалися процеси депопуляції, через що корінний народ чоно осів на Чилое, де згодом асимілювався.
Після завоювання архіпелагу іспанцями та депопуляції Гуайтекас став безлюдним архіпелагом.

### XIX—XXI століття
У XIX столітті архіпелаг часто відвідували чилотські рибалки, лісоруби, мисливці.
1834 року під час навколосвітньої подорожі Роберт Фіц-Рой склав карту архіпелагу. Він також описав місцеве населення, проте не згадував, що воно було індіанським.
У середині XIX століття архіпелаг з дозволу Чилі досліджували Франсіско Удсон (1857), Франц Фонк (з Удсоном), Франсіско Відаль Ґормаз (з 1859), Енріке Сімпсон (1870-ті).
1860 року німецько-литовський емігрант Феліпе Вестгоф заснував поселення Мелінка — перше постійне поселення на архіпелазі. Вестгоф був підприємцем, що володів компанією з вирубки пільгеродендронів, на що отримав від чилійської влади ексклюзивне право. Видобуток пільгеродендронів став основним промислом на архіпелазі з середини XIX століття. Згодом його місце посів Сіріако Альварез, що економічно об'єднав три архіпелаги — Чонос, Гуайтекас та Чилое.
У цей час на архіпелазі процвітає злочинність. Феліпе Вестгоф згадував:
|  | ...Така кількість людей призвела до насильства, знущань, убивств та інших злочинів, які місцева влада не могла відвернути через відсутність у своєму розпорядженні збройних сил (...) Така кількість пеонів, не зв'язаних, можна сказати, безбожних і беззаконних, і без нічого, що заважає їм здійснювати свої примхи чи злочини |

У XIX столітті жителі Мелінки також займалися хутряним промислом, виловом видр.

## Економіка
Основою економіки архіпелагу Гуайтекас є рибальство. Виловлюють такі морські види як Loxechinus та Concholepas concholepas. Поштовх до розвитку місцевого рибальства дало відкриття в 1985 році великої кількості особин видів родини Хекові у навколишніх водах. Окрім того, на архіпелазі виловлюють бентос. З 1990-х років важливе місце посідає видобування лосося.
Щороку в перші два тижні лютого в Репольялі проводять «Fiesta costumbrista». Крім того, рибалки проводять для туристів екскурсії зі спостереженням за птахами та китами у прилеглих водах.

## Населення

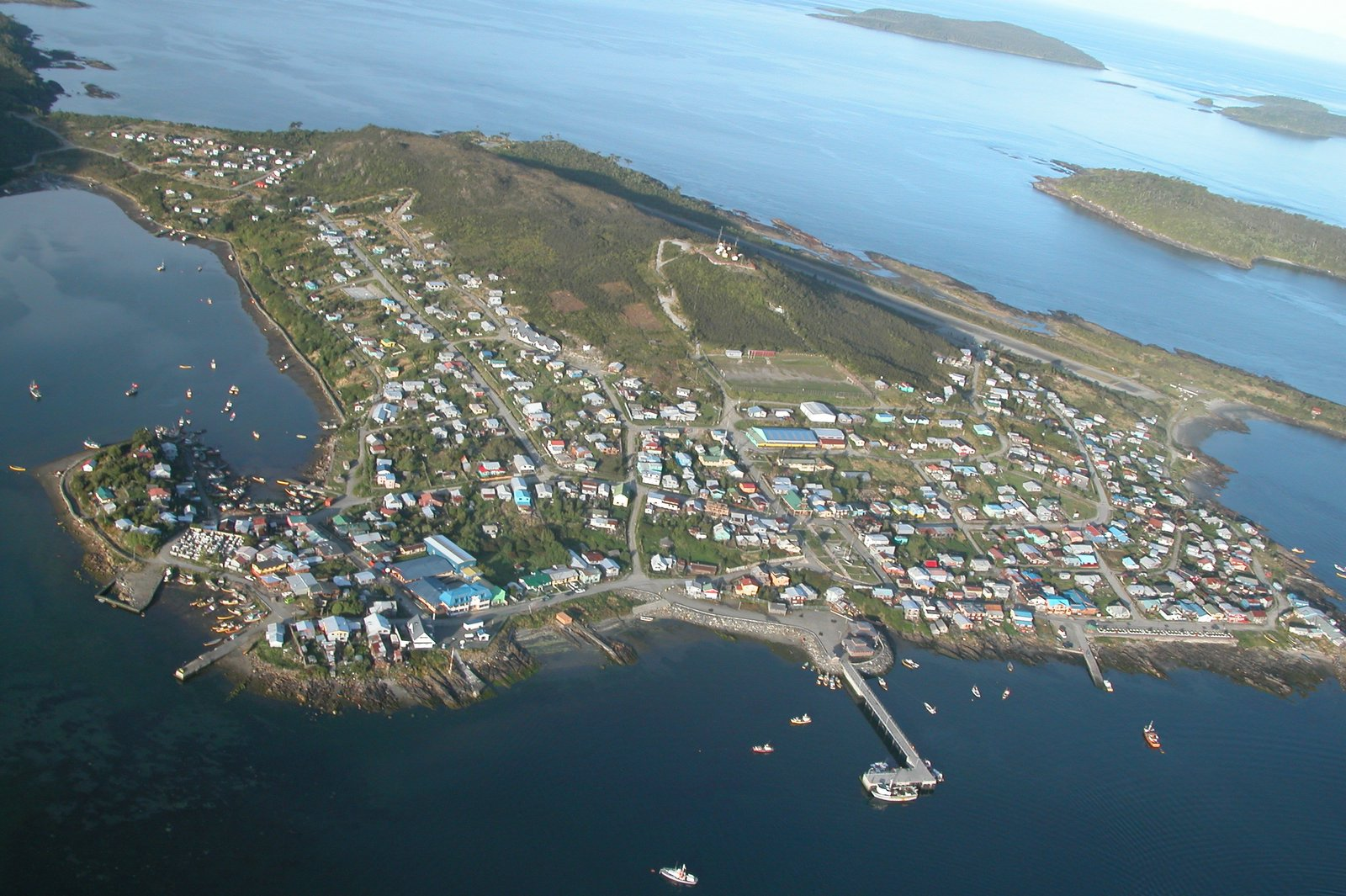
Селище Мелінка з висоти пташиного польоту

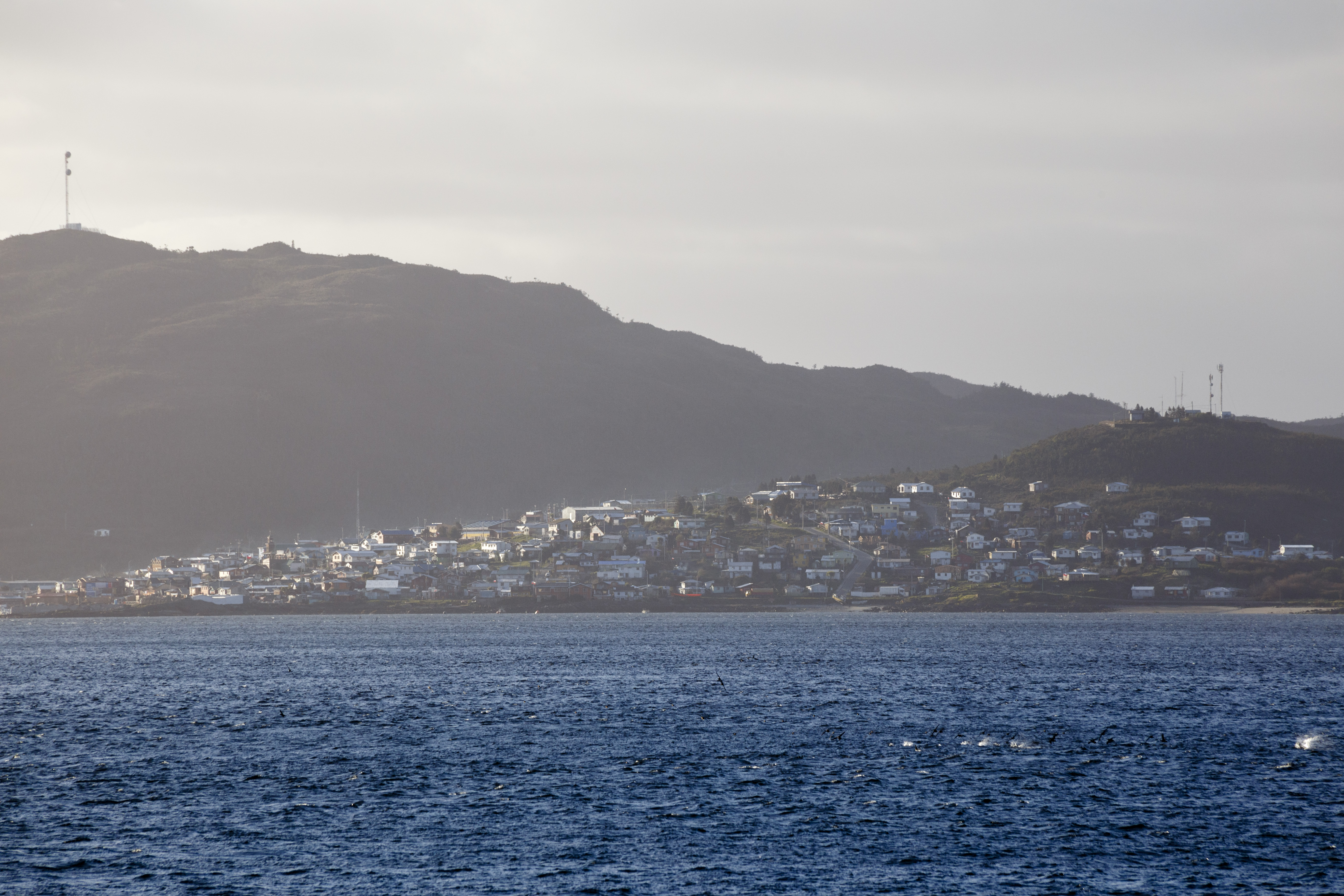
Селище Мелінка. Краєвид з моря

Згідно з переписом населення 2017 року, на архіпелазі проживали 1843 жителі. Усе населення зосереджене на одному острові — Ассенсьйон. Головним поселенням архіпелагу є Мелінка з населенням 1329 жителів станом на 2017 рік, що водночас є центром комуни. З 2016 року жителі населених пунктів Мелінка та Репольяль цілодобово можуть користуватися електропостачанням. Більша частина населення архіпелагу становлять вихідці із архіпелагу Чилое, що належать до індіанського народу вільїче.